# 渤海信托
渤海国际信托股份有限公司，简称渤海信托，成立于1983年12月，注册地为河北省石家庄市，办公总部位于北京市，前身为河北省国际信托投资有限责任公司，2006年完成重组成为海航集团旗下的信托公司，2007年更名为渤海国际信托有限公司。2015年7月31日，公司完成整体股份制改制，正式更名为渤海国际信托股份有限公司。目前，渤海信托是河北省唯一一家经营信托业务的非银行金融机构。

## 处罚及风险事件

### 宁波伟彤投资项目集合资金信托计划无法兑付
2017年11月，渤海信托因原定于2017年7月27日到期渤海信托·宁波伟彤投资项目集合资金信托计划不能按期兑付，遭到起诉。